# Rognes
Rognes – miejscowość i gmina we Francji, w regionie Prowansja-Alpy-Lazurowe Wybrzeże, w departamencie Delta Rodanu.
Według danych na rok 1990 gminę zamieszkiwało 3450 osób, a gęstość zaludnienia wynosiła 59 osób/km² (wśród 963 gmin regionu Prowansja-Alpy-W. Lazurowe Rognes plasuje się na 172. miejscu pod względem liczby ludności, natomiast pod względem powierzchni na miejscu 115.).